# Proasellus guipuzcoensis
Proasellus guipuzcoensis és una espècie de crustaci isòpode pertanyent a la família dels asèl·lids.

## Hàbitat
És una espècie demersal.

## Distribució geogràfica
Es troba a Europa: Àlaba i Guipúscoa (el País Basc).